# Harvey Heights
Harvey Heights är en kulle i Antarktis. Den ligger i Västantarktis. Argentina, Chile och Storbritannien gör anspråk på området. Toppen på Harvey Heights är 2 619 meter över havet, eller 119 meter över den omgivande terrängen. Bredden vid basen är 1,9 km.
Terrängen runt Harvey Heights är huvudsakligen mycket bergig.  Trakten är obefolkad. Det finns inga samhällen i närheten. 